# Aeroporto de São José do Rio Preto
O Aeroporto de São José do Rio Preto, denominado Aeroporto Estadual Professor Eribelto Manoel Reino, é um aeroporto brasileiro localizado no município de São José do Rio Preto, no noroeste do estado de São Paulo, e administrado pelo Departamento Aeroviário do Estado de São Paulo (DAESP).

## História
Desde a década de 1930, a cidade possuía um local conhecido como "Campinho", quando em 1938, o instrutor Juvenal Paixão, acreditando nos jovens da região que buscavam o aprendizado de piloto, decide fundar a primeira escola de aviação da cidade. Após formar a primeira turma e perceber o crescente interesse de entusiastas pela aviação na cidade, Paixão inaugura em 8 de julho de 1939 o Aeroclube de São José do Rio Preto, certificando no ano seguinte a formação de 46 aviadores, alguns dos quais mais tarde conquistaram destaque na aviação civil brasileira.
Campinho foi fechado em 1950 e reaberto em 1951 com algumas adequações. No mesmo terreno, foi construído o atual aeroporto, oficialmente inaugurado no dia 19 de março de 1959.

## Histórico de operações
Em 12 de novembro de 1933, em uma cerimônia realizada no Aeroporto Campo de Marte, em São Paulo, a VASP inaugurou as primeiras linhas aéreas para o interior paulista, (São Paulo-São Carlos-São José do Rio Preto, e São Paulo-Ribeirão Preto-Uberaba). A rota tinha uma frequência de três viagens semanais e fazia escala no antigo Campo de Aviação de São Carlos, utilizando dois bimotores "Monospar ST4" de quatro lugares.
No ano de 2000, diversas companhias aéreas operavam no Aeroporto de São José do Rio Preto, como a Interbrasil Star, Pantanal Linhas Aéreas, Rio Sul, TAM Linhas Aéreas, Total, TRIP, além da VASP. Entretanto, esta última cessou suas operações em 2004 devido às crises que resultaram em sua falência.
Após a falência da Transbrasil em 2002, a Interbrasil STAR também encerra suas operações na cidade, sendo seguida pela Pantanal Linhas Aéreas, Rio Sul e Varig Nordeste, que também encerraram suas operações no ano seguinte.
A partir de 2005, a GOL Linhas Aéreas anunciou suas operações na cidade, seguida pela BRA Transportes Aéreos, e Passaredo em 2007. Em março de 2008, a GOL encerrou suas operações no noroeste paulista devido à baixa demanda de passageiros e à redução dos horários disponíveis no Aeroporto de Congonhas, impulsionando a atuação da Passaredo, e TRIP na cidade.
Em 2011, a Azul Linhas Aéreas deu início às suas operações no aeroporto da cidade, enquanto a TAM introduziu o serviço de check-in sem impressão do cartão de embarque. Em 2014, a Azul conquistou uma participação de 36% no mercado local.
No ano de 2022, a GOL anunciou seu retorno à cidade, assim como ao Aeroporto Estadual de Ribeirão Preto (RAO), com voos partindo do Aeroporto Internacional de Guarulhos (GRU). Um voo diário e sem escalas para Congonhas, e dois voos diários para Brasília, passaram a ser operados pela empresa em 9 de maio e 15 de julho de 2022, respectivamente.

## Ampliação

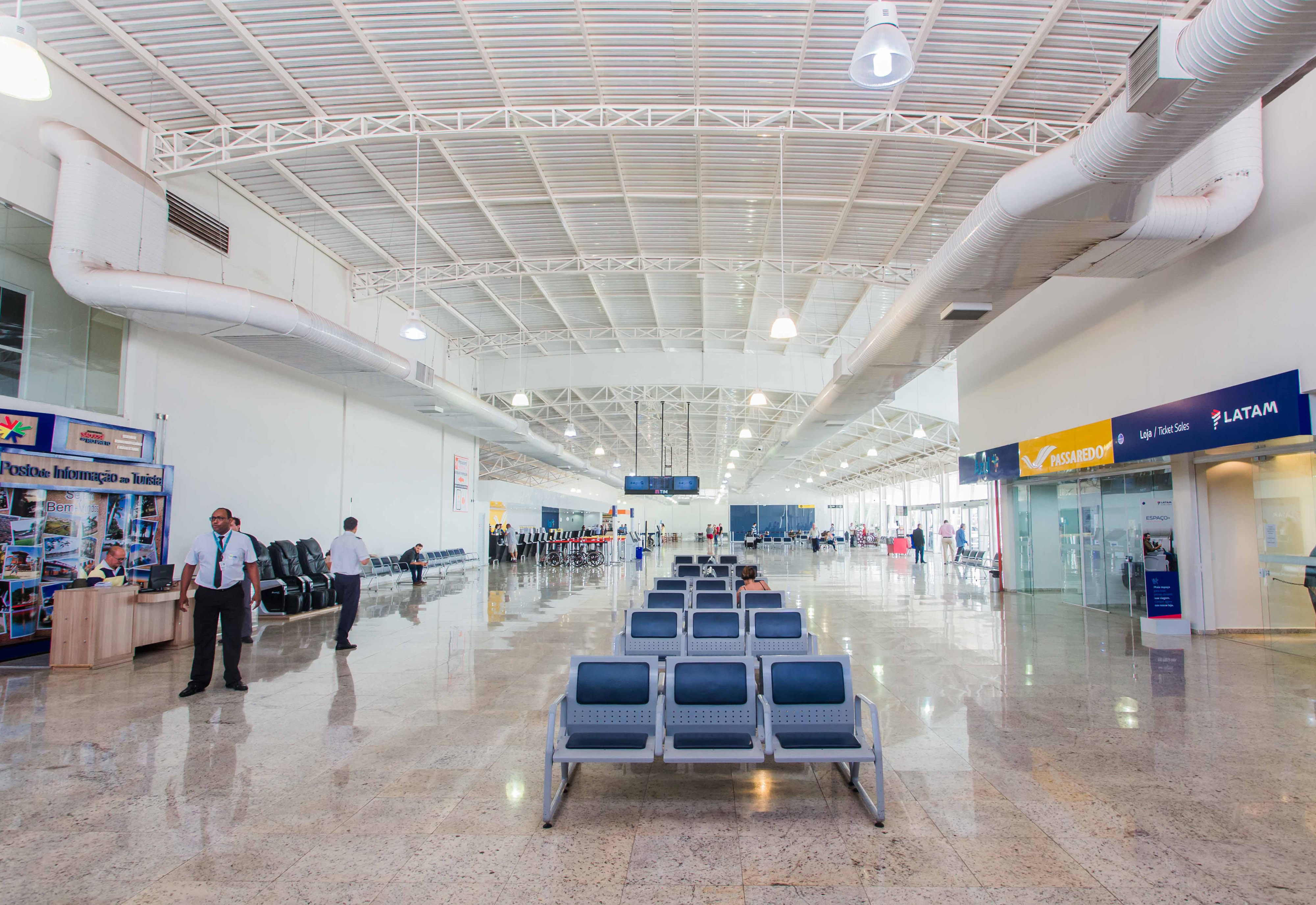
Terminal de passageiros após ampliação concluída em 2017

Em junho de 1999, o Departamento Aeroviário do Estado de São Paulo (DAESP) inaugurou um novo terminal, deixando o antecessor apenas para o embarque e desembarque de cargas. A expansão do terminal de passageiros e do estacionamento do aeroporto começou em 2014 e foi concluída no final de 2017, passando de 2.250 metros quadrados para 6.630 metros quadrados. O novo edifício abriga um saguão central, salas de embarque (ampliadas de 150 m² para 450 m²) e desembarque, áreas de check-in e check-out, esteiras, sistema de raio-x para inspeção de bagagens, climatização e uma área dedicada à vistoria de bagagens despachadas.
O sistema viário destinado ao embarque e desembarque foi reformulado, contando com uma cobertura para proteger os passageiros de condições climáticas adversas. O estacionamento passou a acomodar uma capacidade de até 300 veículos.

## Movimento aéreo

### Fluxo
Em outubro de 2023, o Aeroporto de São José do Rio Preto registrou um movimento de 534.096 passageiros, superando na época o Aeroporto de Ribeirão Preto com 451.853 passageiros, e o Aeroporto de Londrina, com 528.172 passageiros. Isso representou um crescimento de 84,27% em comparação com 2020. Ainda em 2023, o aeroporto ocupou a 30ª posição no ranking de aeroportos com maior movimentação de passageiros, ficando à frente de capitais como Porto Velho, e Macapá. A média mensal de 2023 superou em cerca de 10% o volume de passageiros atendidos por mês em 2022, segundo a concessionária Aeroportos Paulistas (ASP).

### Passageiros
| Ano  | Passageiros |
| ---- | ----------- |
| 2008 | 304.381     |
| 2009 | 303.466     |
| 2010 | 424.740     |
| 2011 | 669.290     |
| 2012 | 770.569     |
| 2013 | 758.513     |
| 2014 | 717.118     |
| 2015 | 691.559     |
| 2016 | 695.997     |
| 2017 | 728.162     |
| 2018 | 768.117     |
| 2019 | 816.016     |